# Tomasz Czajka
Tomasz Czajka (ur. 21 maja 1981 w Stalowej Woli) – polski programista, wielokrotny zwycięzca zawodów informatycznych, mistrz świata w programowaniu zespołowym 2003, pracownik firm SpaceX i Google.

## Życiorys
Tomasz Czajka jest synem Klemensa i Bogumiły Czajków, z wykształcenia będących matematykami, a pracujących jako informatycy. Zainteresował się informatyką w wieku 12 lat, kiedy otrzymał od rodziców komputer SAM Coupé i zaczął na nim programować. W szkole podstawowej został stypendystą Krajowego Funduszu na rzecz Dzieci. Uczęszczał do Liceum im. KEN w Stalowej Woli. W trzeciej klasie liceum wyjechał do Anglii na rok i uczył się w Warwick School. Trzykrotnie brał udział w Międzynarodowej Olimpiadzie Informatycznej (dwukrotnie pod flagą polską, raz pod flagą brytyjską) i dwukrotnie zdobywał złoty medal, a raz srebrny. Trzykrotnie występował też na Międzynarodowej Olimpiadzie Matematycznej i dwukrotnie zdobywał srebrny medal.
Ukończył studia na Wydziale Matematyki, Informatyki i Mechaniki Uniwersytetu Warszawskiego w 2004. Czterokrotnie wygrywał konkurs programistyczny TopCoder, trzykrotnie w kategorii Open (2003, 2004, 2008) oraz raz w kategorii Collegiate Challenge (2004). Również w 2003 wspólnie z Krzysztofem Onakiem i Andrzejem Gąsienica-Samkiem zwyciężył w Akademickich Mistrzostwach Świata w Programowaniu Zespołowym. W latach 2004–2007 studiował na Purdue University. Prowadził zajęcia akademickie z algorytmów i struktur danych na UW oraz Purdue.
W latach 2007–2013 pracował w Google, gdzie zajmował się m.in. infrastrukturą baz danych oraz wyszukiwarką produktów pod nazwą Google Commerce Search. Od 2014 jest zatrudniony w SpaceX, amerykańskim przedsiębiorstwie przemysłu kosmicznego. Pracował nad oprogramowaniem systemów sterowania rakiety Falcon Heavy, której dziewiczy start miał miejsce 6 lutego 2018. 29 stycznia 2024 decyzją ministra cyfryzacji Krzysztofa Gawkowskiego wszedł w skład zespołu doradczego PL/AI Sztuczna inteligencja dla Polski.
Tomasz Czajka jest bohaterem memu internetowego znanego jako „impreza informatyków”.